# Ichneumon nitidulus
Ichneumon nitidulus là một loài tò vò trong họ Ichneumonidae.